# خیرآباد (نجف‌آباد)
خیرآباد (نجف‌آباد)، روستایی از توابع بخش مهردشت شهرستان نجف‌آباد در استان اصفهان ایران است.

## جمعیت
این روستا در دهستان اشن قرار دارد و براساس سرشماری مرکز آمار ایران در سال ۱۳۸۵، جمعیت آن ۷۵۰ نفر (۱۹۶خانوار) بوده‌است.